# J. G. Oncken Nachf.

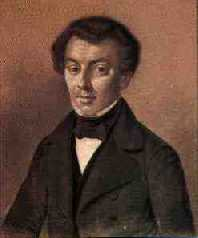
Verlagsgründer Johann Gerhard Oncken

Verlagsdirektor Philipp Bickel

Der Verlag J. G. Oncken Nachf. GmbH ist ein in Kassel ansässiges christliches Medienunternehmen, das dem Bund Evangelisch-Freikirchlicher Gemeinden (BEFG) nahesteht.

## Geschichte
Im Jahr 1828 gründete Johann Gerhard Oncken in Hamburg eine Versandbuchhandlung. Oncken war seit 1823 als Agent der Continental Society, einer Gesellschaft, die mit preiswerten Bibelausgaben und Erbauungsliteratur die Erweckungsbewegung auf dem Kontinent fördern wollte, in Hamburg tätig. 1834 gründete er die erste Baptistengemeinde auf dem europäischen Kontinent.
Nachdem der Absatz missionarischer Schriften im Zusammenhang mit einem Führungsstreit im Bund der Baptisten eingebrochen war, stand der Verlag in den 1870er Jahren kurz vor der Zahlungsunfähigkeit. Deutsch-amerikanische Baptisten entsandten daraufhin auf ihre Kosten den Verlagsdirektor ihres Bundes Philipp Bickel als Krisenmanager nach Hamburg. Er veranlasste 1878 den Übergang des Verlags aus Onckens Privatbesitz an den Bund der Baptisten – mangels Körperschaftsrechten aber zunächst auf seinen Namen. Es gelang ihm, den Verlag innerhalb eines Jahrzehnts zu sanieren. Die in der zum Verlag gehörenden Christlichen Traktatgesellschaft erscheinende Kinderzeitung Der Morgenstern wie auch das im Verlag erscheinende Kinderliederbuch Das Singvögelein gehören zu den prägendsten Elementen in der Geschichte der deutschen Baptisten.
1897 wurde auf der baptistischen Bundeskonferenz die Verlegung des Verlagsstandortes nach Kassel beschlossen. Hamburg war bereits im Vorfeld ausgeschlossen worden, weil sich dort schon die Verwaltung und die theologische Ausbildung der Baptisten befanden und ein zunehmender Zentralismus befürchtet wurde, der nicht zum Selbstverständnis des Bundes zu passen schien. Der Verlag konnte mittlerweile die Hälfte seiner Gewinne an den Bund abführen. Das Verlagseigentum war durch einen Gesellschaftervertrag mit Bickel zu Gunsten des Bundes gesichert. Der Umzug nach Kassel in ein neu errichtetes Bürogebäude erfolgte 1899. In seinen besten Zeiten beschäftigte der Verlag dort 120 Mitarbeiter, bis das Gebäude am 22. Oktober 1943 bei der Bombardierung von Kassel zerstört wurde. Nach der Zerstörung des Verlagshauses wurde der Verlag zunächst provisorisch teils in Kassel-Niederzwehren (Geschäftsleitung), teils in Stuttgart (Herstellung), weitergeführt. 1949 konnte ein Privathaus als neues Verlagshaus angemietet werden, das 1953 vom 1942 zum Bund Evangelisch-Freikirchlicher Gemeinden (BEFG) umbenannten Bund erworben wurde.

## Standorte Wuppertal und Kassel
1970 wurde die Buchproduktion in Kassel beendet. In Kooperation mit dem R. Brockhaus Verlag blieb der Oncken Verlag weiterhin in Wuppertal bestehen. Inzwischen sind beide Verlage Teil der Stiftung Christliche Medien und das Sortiment des Oncken Verlags spezialisiert auf Geschenkbände zu SCM Collection geworden.
Allerdings ermöglichte die Übernahme des Rolf Kühne Verlags im Jahr 1973 die Wiederaufnahme einer kleinen Buchproduktion am Standort Kassel. Trotz Um- und Anbauten sowie Improvisation waren der Verlagsentwicklung in Kassel Grenzen gesetzt. Für eine bauliche Erweiterung im Wohngebiet gab es keine Genehmigung. So fiel in den 1980er Jahren die Entscheidung für einen Neubau in einem Gewerbegebiet im Stadtteil Bettenhausen, der 1992 in Betrieb genommen wurde.
Im Jahr 2006 beschloss der Bundesrat des BEFG die Trennung vom Oncken Verlag. Die Gesellschafteranteile wurden an die Oncken-Stiftung übertragen. Die Stiftung war 2002 von Gemeinden und Einzelpersonen gegründet worden, um die missionarisch-publizistische Arbeit des Verlages zu stärken. Vorstandsvorsitzender der Stiftung war ab 2006 Heinz Sager, der frühere Bundesdirektor des BEFG, der ab 2003 auch als Geschäftsführer des Oncken Verlages amtierte und nach seinem Ruhestand 2019 von Silke Tosch als Geschäftsführerin abgelöst wurde.
Heute beschäftigt der Verlag rund 20 Mitarbeiter. Neben dem Betrieb einer Versandbuchhandlung werden Zeitschriften und Bücher hergestellt.

## Insolvenz und Übernahme durch dieBlessings 4 you GmbH
Seit April 2019 zählen sowohl die Versandbuchhandlung als auch der Zeitschriftenvertrieb nach einer Teilbetriebsübertragung zu „Blessings 4 you“ in Stuttgart, dem Dienstleister innerhalb der Evangelisch-methodistischen Kirche (EmK).
Ab 19. Dezember 2019 befand sich der Verlag in einem vorläufigen Insolvenzverfahren, da Sanierungsversuche bis dahin nicht den gewünschten Erfolg gezeigt haben sollen. Seit März 2020 setzt er seine Arbeit als „Oncken Verlag“ unter dem Dach der „Blessings 4 you GmbH“ in Stuttgart fort. Die sieben Mitarbeiter arbeiten weiter von Kassel aus, die Verwaltung wird von Stuttgart aus wahrgenommen. „Blessings 4 you“ ist aus der Buchhandelsarbeit der Evangelisch-methodistischen Kirche hervorgegangen, die 2005 an die heutigen Geschäftsführer Tobias Blessing und Angela May verkauft wurde.

## Galerie

Christliche Buchhandlung Johann Gerhard Onckens in Hamburg, Keimzelle des Oncken-Verlages
Nationale Bibelgesellschaft Hamburg-Borgfelde, Vorläuferin des Oncken-Verlages
Ehemaliges Verlagshaus des Onckenverlages in Kassel, Jägerstraße